# Lobelia goetzei
Lobelia goetzei är en klockväxtart som beskrevs av Friedrich Ludwig Diels. Lobelia goetzei ingår i släktet lobelior, och familjen klockväxter. Inga underarter finns listade i Catalogue of Life.